# Гукасян, Азат Баласанович
Азат Баласанович Гукасян (17.06.1928 —09.01.2013) — учёный в области микробиологических методов борьбы с вредителями леса, доктор биологических наук (1966), профессор, заслуженный изобретатель РСФСР (1986).
Родился 17.06.1928 в селе Рубанакерт.
Окончил Ереванский ветеринарный институт (1952) и его аспирантуру, в 1955 г. защитил кандидатскую диссертацию.
С 1956 г. работал в Сибирском отделении АН СССР, с 1959 г. - в перебазировавшемся в Красноярск Институте леса им. В. Н. Сукачёва СО АН СССР. С 1963 по 1992 г. возглавлял созданную под его руководством единственную в СССР лабораторию лесной микробиологии.
Участвовал в разработке бактериальных препаратов для борьбы с сибирским шелкопрядом, микробиологических методов борьбы с вредителями леса.
Вместе с Н. А. Красильниқовым открыл новый возбудитель болезни сибирского шелкопряда - Вас. tuviensis Krass. et. Guk, на основе которого был создан бактериальный препарат туверин. Автор изобретения «Питательная среда для выращивания энтомо-патогенных культур» (1975).
Доктор биологических наук (1966, тема диссертации «Микрофлора сибирского шелкопряда (Dendrolimus sibiricus Tschetv.) и микробиологический метод борьбы с ним»), профессор (1968), заслуженный изобретатель РСФСР (1986). Заслуженный деятель науки Армянской ССР (1988).
Семья:
Жена - Гукасян Валентина Мартыновна - (1939-2003) -  Ведущий сотрудник кафедры физиологии растений и микробиологии Красноярского государственного университета.
Дочь - Гукасян Сатеник Азатовна (06.02.1965) - Врач акушер-гинеколог высшей квалификационной категории.
Сын - Гукасян Сергей Азатович (Данных нет)
Публикации:
- Бактериологические методы борьбы с сибирским шелкопрядом [Текст]. — Москва : Наука, 1970. — 128 с. : ил.; 21 см.
- Биологическая активность почв горных лесов Сибири / Н. П. Рукосуева, А. Б. Гукасян; Отв. ред. А. И. Машанов. — Новосибирск : Наука : Сиб. отд-ние, 1985. — 88 с. : ил.; 22 см.
- Микробные ассоциации в лесных биогеоценозах : [Сб. ст.] / АН СССР, Сиб. отд-ние, Ин-т леса и древесины им. В. Н. Сукачева; [Отв. ред. А. Б. Гукасян]. — Красноярск : ИЛИД, 1983. — 121 с. : ил.; 20 см.
- Кристаллоносные микроорганизмы и перспективы их использования в лесном хозяйстве. Азат Баласанович Гукасян, Институт леса и древесины им. В. Н. Сукачева. Наука, 1967 — Всего страниц: 163
- Биология гетеротрофных микроорганизмов [Текст] : [Сборник статей] / [Ред. коллегия: д-р биол. наук, проф. А. Б. Гукасян(отв. ред.) и др.] ; Ин-т леса и древесины им. В. Н. Сукачева СО АН СССР. — Красноярск : [б. и.], 1971. — 317 с. : черт.; 21 см.
- Бактериозы хвойных Сибири [Текст] : научное издание / Т. М. Рыбалко, А. Б. Гукасян ; ред. Н. Д. Сорокин ; ИЛ СО АН СССР. - Новосибирск : Наука, 1986. - 77 с. : ил.
- Машанов А.И., Гукасян В.М., Чуликов А.И. Микроорганизмы в защите леса. Новосибирск : Наука, 1981. 192 с.
- Рыбалко Т.Н., Гукасян А.Б. Бактериозы хвойных Сибири. – Новосибирск: Наука,. 1986. – 80 с.